# マルサン機甲師団シリーズ
マルサン機甲師団シリーズ（マルサンきこうしだんシリーズ）は、マルサン商店が1960年代に発売した、HOスケールの戦車プラモデルのシリーズ。1970年代には富士ホビーから再発売された。

## 概要
マルサン商店は1958年に最初に国産のプラモデルを発売したメーカーであり、多くのキットを製作し初期の国産プラモデル業界をリードした。一方で最初に発売した製品3点全てがアメリカのレベル製キットのコピーだったのを始め、欧米メーカーの製品をコピーした商品も少なくなかった。機甲師団シリーズもその一つで、オーストリアのロコのミニタンクシリーズをコピーしたものである。
本シリーズは1964年から1965年にかけて発売されたもので、ドイツ機甲師団シリーズが14点、アメリカ機甲師団シリーズが13点の計27点で構成されている。内容は兵士セット1点を除きシリーズ名の通り全てドイツまたはアメリカの軍用車両と火砲で、ドイツのものは全て第二次大戦時の車両であるが、アメリカのものは半数以上が第二次大戦後の車両だった。スケールはHOスケール（1/87）であるが、初期のミニタンクシリーズの一部は1/87より小さめに作られており、本シリーズの一部にもそれが見られる。部品分割もミニタンクシリーズとほぼ同じであるが、モールドに関してはミニタンクシリーズより劣っているものもあった。
ロコのミニタンクシリーズは組み立てた状態で販売されているが、本シリーズは未組み立てのキットの形で販売された。最初に発売された際は、通常の紙の箱ではなく、透明なプラスチック製のケースに入れた状態で発売されている。ケースの上部には箱絵として戦闘中の車両／火砲のイラストを印刷した紙が入れられていた。1960年代後半に再発売された際には、プラモデルとしては珍しいブックマッチ形式のパッケージが使用された。箱絵にはキットの完成品の写真が用いられ、組み立て説明書はパッケージの後面に印刷されていた。また、1967年公開の映画『トブルク戦線』とのタイアップで、アメリカ機甲師団シリーズ9点をセットにした商品が「トブルク戦線」の名称で販売された。

## 日本国外のメーカーからの販売
本シリーズは、アメリカのUPC (Universal Powermaster Corporation)と、Eldonからも販売されている。
UPCは1960年代の半ばから後半にかけてイギリスのIMAや日本のマルサン、ハセガワ、アオシマ、フジミなど多くのメーカーのプラモデルキットを輸入し、自社ブランドで販売していた。本シリーズについても全点を輸入・販売している。パッケージは通常の2ピースタイプの貼箱仕様で、箱絵はマルサンの初版と同一のものを使用していたが、一部の箱絵は細部がマルサン版と異なっていた。
Eldonは玩具メーカーであるが、1968年頃本シリーズや、1/100スケール航空機、1/72スケール複葉機などのプラモデルをマルサンからOEMで供給を受け、「マッチキット」の名称で販売している。パッケージは名称通りブックマッチ形式で、マルサンの再発売時とほぼ同じであったが、組み立て説明書がパッケージ後面ではなく、別紙に印刷されて添えられているなど、やや仕様が異なっていた。本シリーズからは24点を販売している。

## 富士ホビーからの販売
富士ホビー（以下フジ）は、1968年末に倒産したマルザン（マルサン商店から改称）の元従業員の一部によって、翌年に設立された会社である。同じくマルザンの元従業員によって設立されたブルマァクがソフビ人形やキャラクターモデルの金型をマルサンから引き継いだのに対し、フジは主にスケールモデルの金型の一部を引き継ぎ、再発売を行っている。本シリーズについても、1972年から1973年にかけてアメリカ軍の車両／火砲とドイツ軍車両を6点ずつ再発売している。パッケージはキャラメル箱形式で、箱絵にはシンプルなイラストを使用していた。

## 製品一覧
下記に製品の一覧を各社で発売された際の製品番号およびコピー元のロコの製品番号と共に示す。名称は『日本プラモデル50年史』付録の表記に従った。ただし、マルサンの再発売時（再版）の番号はカタログに記載された通し番号であり、実際に商品に記載された製品番号とは異なる。
| 初版 | 再版 | UPC  | Eldon | フジ | ロコ | 名称                    | 備考                      |
| ---- | ---- | ---- | ----- | ---- | ---- | ----------------------- | ------------------------- |
| 870  |      | 3032 | 031   | 253  | 142  | ジープ                  | M38A1 ジープ              |
| 871  | 6    | 3021 | 001   | 251  | 101  | シャーマンタンク M-4    | M4A1／75mm砲／HVSS        |
| 872  | 11   | 3017 | 008   |      | 104  | 155ミリ自走砲 M-40      |                           |
| 873  | 1    | 3019 | 032   |      | 99   | パットンタンク M-47     |                           |
| 874  | 2    | 3016 | 006   | 252  | 100  | パットンタンク M-48     |                           |
| 875  |      | 3015 | 033   |      | 98   | 105ミリ自走砲 M-52      |                           |
| 876  |      | 3013 | 002   |      | 115  | 貨物トラック            | M35 2.5t トラック（幌付） |
| 877  |      | 3014 | 005   | 254  | 116  | 兵員トラック            | M35 2.5t トラック（幌無） |
| 878  |      | 3022 | 034   | 255  | 121  | 12センチ高射砲 M1A3     |                           |
| 879  |      | 3037 | 005   |      | 119  | 20センチ榴弾砲          |                           |
| 880  |      | 3035 | 010   |      | 113  | オネストジョン ロケット |                           |
| 881  |      | 3033 | 011   | 256  | 120  | 155ミリ ロングトム砲    |                           |
| 882  | 9    | 3027 | 035   | 260  | 109  | 20ミリ4連対空自装砲     |                           |
| 883  | 8    | 3031 |       |      | 128  | 20ミリ4連対空装甲車     |                           |
| 884  | 12   | 3023 | 036   |      | 112  | 37ミリ対空自装砲        |                           |
| 885  |      | 3020 | 024   |      | 131  | 対空ロケット装甲車      |                           |
| 886  | 5    | 3024 | 037   |      | 106  | 4号戦車F1 初期型        |                           |
| 887  |      | 3025 |       |      | 107  | 4号戦車F2 中期型        |                           |
| 888  |      | 3026 | 038   | 259  | 108  | 4号戦車H 後期型         |                           |
| 889  |      | 3012 | 039   |      | 122  | 20ミリ砲8輪起動装甲車   | Sd.Kfz.234/1              |
| 890  | 7    | 3011 | 003   | 261  | 124  | 50ミリ砲8輪起動装甲車   | Sd.Kfz.234/2              |
| 891  |      | 3030 | 009   | 262  | 105  | 88ミリ自走高射砲        | Grille 10 / 88mm Flak 41  |
| 892  | 10   | 3029 | 040   |      | 130  | 音波探知機装甲車        |                           |
| 893  |      | 3028 | 041   |      | 126  | 弾薬運搬車              |                           |
| 894  | 3    | 3018 | 004   | 258  | 102  | 豹戦車5型（パンサー）   |                           |
| 895  | 4    | 3036 | 042   | 257  | 133  | 虎戦車（タイガー）      | ポルシェ砲塔搭載型        |
| 896  |      | 3034 |       |      |      | コンバットソルジャー    | アメリカ歩兵              |

補足
- マルサンの再発売時の製品に関しては、1968年末の倒産以前に作成された1969年版のマルザンのカタログ（『マルサン物語』に掲載）に上記の12点が掲載されているが、実際の製品番号は記載されていない。倒産寸前の商品のため実際に上記12点が全て発売されたのか、あるいは上記以外にも発売された製品があったかについては不明。パッケージの形状だけでなく、カタログに掲載された12種を2点ずつ入れたディスプレイ・パックもEldonの商品と全く同形式であり、また外部サイトに掲載された再発売版2点はEldon版と同一の製品番号を持つことが確認できるなど、Eldon版と強い関連があるのは明らかであるが、カタログ掲載の12種にはEldonで未発売の「20ミリ4連対空装甲車」も含まれている。

- 「コンバットソルジャー」は、ロコの117と141の2点を1つにまとめたもの。